# Cerimônia de abertura dos Jogos Pan-Americanos de 2011

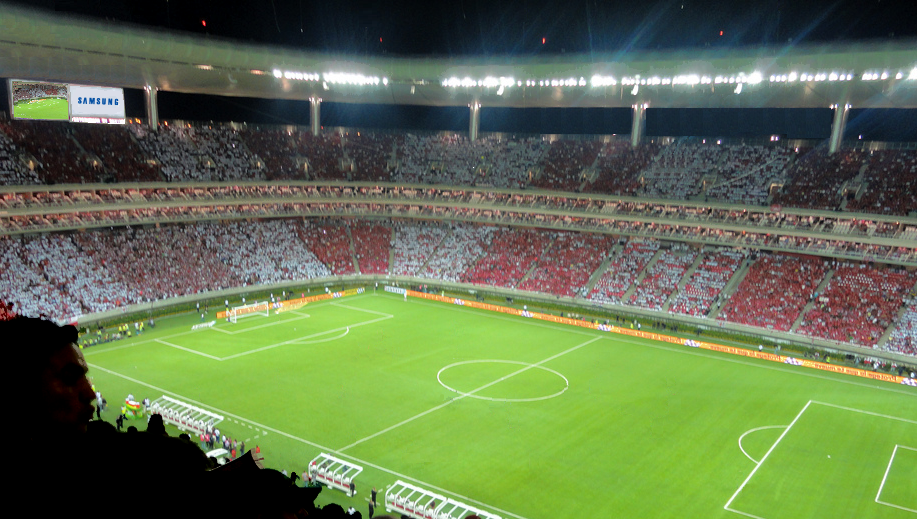
O Estádio Omnilife sediou a Cerimônia de Abertura.

A cerimônia de abertura dos Jogos Pan-Americanos de 2011 ocorreu em 14 de outubro, a partir das 20 horas do horário local (0:00 UTC, 15 de outubro) no Estádio Omnilife, em Guadalajara, no México. A cerimônia foi produzida pela empresa Five Currents.

## Escolha do estádio
A cerimônia de abertura dos Jogos estava planejada para ocorrer no Estádio Jalisco, maior e mais antigo que o Omnilife. No entanto, o Comitê Organizador dos Pan-Americanos de Guadalajara (COPAG) acabou por questões técnicas, transferindo o evento para Chivas Guadalajara. Outra razão foi o fator de que a Vila Pan-americana é vizinha do estádio.

## Programação
Antes do início da cerimônia de abertura, um show de manobras de caças entretinha a multidão que esperava o início do evento. Em determinado momento, paraquedistas saltaram de um avião jumbo segurando a bandeira do México, sendo ovacionados pelos presentes, em sua grande maioria mexicanos, visto que havia poucos turistas no estádio.
O evento se iniciou às 20:00 horas locais com uma contagem regressiva, seguida por uma queima de fogos e a apresentação de Vicente Fernández, que cantou o Hino Nacional Mexicano. Após o hino, Fernández seguiu no palco interpretando canções de música rancheira, tradicional da região de Jalisco, acompanhado por mariachis e bailarinos, vestidos em verde e vermelho (cores da bandeira mexicana), que rodeavam o palco principal comandando cavalos. Apesar da elogiada performance, Fernández foi criticado por ter errado dois trechos do Hino.

### Parada das nações
Após a performance de Fernández, deu-se início ao desfile das delegações nacionais, feito em ordem alfabética, levando em consideração o idioma oficial do país-sede (espanhol), e, portanto, iniciado pelos membros do Comitê Olímpico Argentino. O mesa-tenista Hugo Hoyama foi o porta-bandeira do Comitê Olímpico Brasileiro, cujos membros desfilaram com bandeiras do Brasil e do México nas mãos e com camisas verdes, amarelas ou azuis, desenhadas pelo estilista Oskar Metsavaht, que faziam alusão ao calçadão de Ipanema,simbolizando o renascimento do Rio de Janeiro,após os Jogos Pan-Americanos de 2007..A relação estabelecida entre a cidade e o Brasil,estabelecida na Copa do Mundo de 1970 se refletiu novamente e assim, a delegação foi a mais aplaudida depois da delegação mexicana.
O protocolo da ODEPA,exige que o país organizador seja o último a entrar na parada de nações,no entanto o time mexicano foi o último a entrar na parada, trajando roupas de mariachi,após quase uma hora de desfile das 42 delegações, o palco foi ocupado pela banda Maná, que foi muito ovacionada do seu hit "Labios Compartidos".Em seguida, Eugenia León interpretou "Sigue tus Sueños" ao lado de crianças vestidas de esportistas,suspensas por cabos.

### Discursos
Após o desfile, iniciaram-se os procedimentos oficiais da cerimônia de abertura, com discursos do governador de Jalisco, Emilio González Márquez, do presidente da Organização Desportiva Pan-Americana (ODEPA), Mário Vázquez Raña, e do presidente do México, Felipe Calderón, responsável pela abertura do evento desportivo. Este último foi bem recebido pela platéia ao prometer um evento inesquecível. Alberto Rodriguez, medalhista de ouro no Pan no raquetebol, e Rosa Maria Tovar, árbitra de taekwondo, fizeram os juramentos oficiais.

### Encerramento e acendimento da pira
Depois dos discursos, o espetáculo foi retomado com uma performance de música eletrônica e com uma montagem em exaltação a Frida Kahlo. Os músicos promoviam as batidas em tablets, as quais foram acompanhadas por um show de luzes e fogos de artifício. A interação do público com a performance de música eletrônica se manteve até o momento em que as bandeiras da ODEPA e do COI entraram no estádio carregadas por personalidades do país-sede, como Ximena Navarrete, Miss Universo 2010, o jogador de futebol Rafa Márquez e o boxeador Julio César Chávez. Em seguida, Juanes e Lila Downs se apresentaram.
Encerrando a cerimônia, a saltadora ornamental e campeã olímpica Paola Espinosa acendeu a pira pan-americana. A competidora flutuou no ar, presa por cabos, acendeu a pira olímpica no chão do estádio e por efeitos pirotécnicos a chama subiu para a pira no alto do estádio. Alejandro Fernández, filho de Vicente Fernández, encerrou a cerimônia de abertura com sua performance de "El Mismo Sol", tema dos Jogos Pan-Americanos de 2011.